# Freaks Out
 (septembre 2021).
Si vous disposez d'ouvrages ou d'articles de référence ou si vous connaissez des sites web de qualité traitant du thème abordé ici, merci de compléter l'article en donnant les références utiles à sa vérifiabilité et en les liant à la section « Notes et références ».
Pour plus de détails, voir Fiche technique et Distribution.
Freaks Out est un film italo-belge réalisé par Gabriele Mainetti et sorti en 2021.
Il est présenté en compétition officielle à la Mostra de Venise 2021.

## Synopsis
En 1943, à Rome durant la Seconde Guerre mondiale, Matilde, Cencio, Fulvio et Mario sont quatre attractions du cirque Mezzapiotta, propriété d'un dénommé Israël. Ils ont chacun des pouvoirs surnaturels. Matilde produit de l'électricité et quiconque la touche reçoit un choc électrique. Cencio, albinos, peut contrôler tous les insectes. Fulvio, l'homme-bête, est atteint d'hypertrichose et est doté d'une force surhumaine. Quant à Mario, atteint de nanisme, son corps agit comme un aimant vis à vis des objets métalliques et il peut les mouvoir dans l'espace. L'aggravation du conflit — notamment le début de la campagne d'Italie — met fin aux représentations du cirque et rend précaire la vie de ces cinq protagonistes. Israël propose alors que lui et les quatre freaks se rendent en Amérique. Fulvio  suggère plutôt l'idée de trouver du travail au prestigieux Zircus de Berlin, un spectacle somptueux monté par des nazis. Le Zircus est le « royaume » de Franz, un pianiste allemand avec six doigts à chaque main et qui possède des pouvoirs de clairvoyance. Il prédit notamment le suicide d'Adolf Hitler et l'arrivée de quatre êtres aux pouvoirs surnaturels. Franz pense qu'ils peuvent sauver le sort du Troisième Reich.

## Fiche technique
Sauf indication contraire, les informations mentionnées dans cette section peuvent être confirmées par la base de données cinématographiques IMDb,  présente dans la section « Liens externes ».
- Titre original : Freaks Out
- Réalisation : Gabriele Mainetti
- Scénario : Nicola Guaglianone et Gabriele Mainetti
- Musique : Michele Braga et Gabriele Mainetti
- Direction artistique : Emanuele Pellegrino et Alessandro Troso
- Décors : Ilaria Fallacara
- Costumes : Mary Montalto
- Photographie : Michele D'Attanasio
- Montage : Francesco Di Stefano
- Sociétés de production : Goon Films, Lucky Red et Rai Cinema ; coproduit par Gapbusters ; en association avec VOO et BE TV ; avec le soutien des régions Calabre et Latium, de l'Union européenne, de la Calabria Film Commission, de Wallimage et Casa Kafka Pictures Movie Tax Shelter Empowered by Belfius
- Société de distribution : Metropolitan Filmexport (France)
- Pays de production :  Italie,  Belgique
- Format : couleur — 2,35:1 — Dolby Digital
- Langues originales : italien, allemand et français
- Genre : fantastique, drame, aventures
- Durée : 141 minutes
- Dates de sortie :
  - Italie : 8 septembre 2021 (Mostra de Venise) ; 28 octobre 2021 (sortie nationale)
  - France : 30 mars 2022
  - Suisse : 1er juillet 2022 (Festival international du film fantastique de Neuchâtel 2022
- Interdit aux moins de 12 ans lors de sa sortie en salles en France

## Distribution
- Aurora Giovinazzo (VF : Rebecca Benhamour) : Matilde
- Claudio Santamaria (VF : Jérémie Covillault) : Fulvio
- Pietro Castellitto (VF : Alexis Tomassian) : Cencio
- Giancarlo Martini (VF : Xavier Fagnon) : Mario
- Giorgio Tirabassi (VF : Luc Florian) : Israel
- Max Mazzotta (VF : Joël Zaffarano) : le bossu
- Franz Rogowski (VF : Jochen Hägele) : Franz
- Éric Godon (VF : Werner Kolk) : Gus
- Olivier Bony (VF : Laurent Maurel) : Guercio

## Production
Le tournage a lieu en Italie à partir de juillet 2019, notamment en Calabre (Spezzano della Sila), dans le Latium (Rome, Viterbe, Manziana, Soriano nel Cimino) et dans les Abruzzes (San Pio delle Camere).

## Sortie et accueil

### Critique
En France, le site Allociné recense une moyenne des critiques presse de 3,8/5.

## Distinctions

### Récompenses
- David di Donatello 2022 : meilleur producteur, meilleur directeur de la photographie, meilleur décorateur, meilleur maquilleur, meilleur coiffeur et meilleurs effets visuels[3]

### Sélection
- Mostra de Venise 2021 : en compétition